# Greg Puciato
Greg Puciato es un cantante estadounidense, más conocido como el vocalista principal de The Dillinger Escape Plan. Es conocido por su amplio rango vocal, versatilidad estilística y por sus osadas y energéticas interpretaciones en vivo. Además de ser solista, actualmente lidera Better Lovers y Black Queen, y es miembro de Killer Be Killed, en el que también toca la guitarra.
También es miembro del grupo electrónico The Black Queen con Joshua Eustis (Nine Inch Nails y Puscifer) y Steven Alexander, y del supergrupo Killer Be Killed.
En 2013 fue ubicado en el primer lugar de una lista entre los 25 mejores frontman de metal modernos por MetalSucks. Rolling Stone dijo que "pocos cantantes viven, respiran y, a menudo, literalmente sangran su arte como él". 
Ha sido clasificado continuamente como uno de los mejores líderes del metal, y algunos autores lo consideran entre los mejores, así como entre los cantantes más versátiles, de la música pesada y más allá.
Puciato ha citado a Mike Patton de Faith No More y a H.R. de Bad Brains como sus mayores inspiraciones vocales cuando crecía, él dijo "me abrió mucho los ojos a lo que se podía hacer con la voz en la música pesada."

## Biografía
Greg Puciato asistió a una escuela católica y se adelantó algunos años en la escuela secundaria por sus buenas calificaciones. Se graduó un mes antes de cumplir 17 años y luego cursó un grado de negocios en Maryland por un año, cuando decidió tomarse un descanso. Mientras tanto, a finales del 2000, el vocalista Dimitri Minakakis abandonó The Dillinger Escape Plan para concentrarse en su carrera de diseño gráfico y su familia. La banda comenzó a buscar un reemplazante a nivel nacional en su página web colocando una versión instrumental de "43 % Burnt" de Calculating Infinity, invitando a cantantes a grabar y enviar sus propias pistas cantadas. Greg Puciato obtuvo el puesto.
Greg Puciato es un voraz lector y en medio de su carrera musical ha realizado varios cursos en línea por la Universidad Estatal de California, Long Beach. Es un absurdista y escéptico, y se autodenomina un ateo.
En 2011, Greg Puciato y Devin Townsend decidieron colaborar públicamente tras la petición de un fan en Twitter expresando su interés en verlos juntos. De esta forma, Greg colaboró en la canción "The Mighty Masturbator" del álbum Deconstruction de 2011.
Luego de colaborar en una canción del álbum Omen de Soulfly, Puciato comenzó a grabar material con Max Cavalera, a los cuales se les unirían el bajista Troy Sanders (Mastodon) y el baterista Dave Elitch (The Mars Volta) para formar el supergrupo Killer Be Killed. Su álbum debut homónimo fue publicado el 13 de mayo de 2014 bajo Nuclear Blast.
En 2014, la banda Suicide Silence anunció que Puciato contribuyó vocales en la canción "Monster Within", en el álbum You Can't Stop Me, el primer disco después de la muerte del cantante Mitch Lucker.
Puciato sigue una rutina dietética y de ejercicios en sus giras para mantenerse en forma.
En 2012 se reveló que Puciato tenía una relación con la exactriz porno Jenna Haze.
Greg Puciato admite que no tiene un filtro en sus declaraciones. Ha sido abiertamente crítico sobre la religión organizada y la política actual, y la relación entre ambas, también ha manifestado su apoyo al público LGBT, criticando la homofobia presente en la escena metalera. A comienzos del 2013, Puciato desapareció completamente de sus redes sociales, argumentando que se volvió una "distracción" y que se desvirtuó el enfoque con el que fueron creadas, que era tener una relación más cercana con sus admiradores.

## Controversias e interpretaciones en vivo

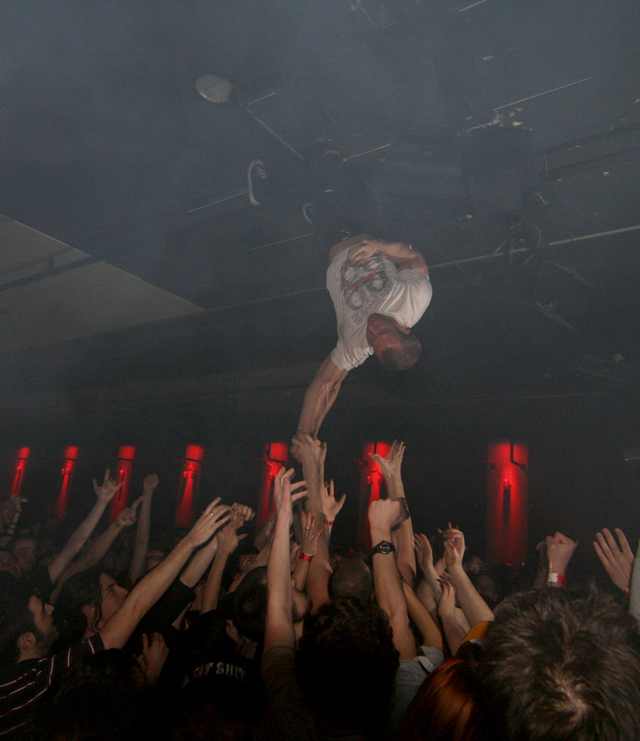
Puciato colgando cabeza abajo desde un techo en un concierto de TDEP.

En el Reading Festival de 2002, Puciato defecó en un saco y lo lanzó a la multitud. Esto mantuvo a la banda al borde de ser prohibidos del Reino Unido por violaciones a la ley de decencia pública.
En una interpretación dentro del Virgin Mega Store, en Times Square, Nueva York en 2005, Puciato corrió sobre las cabezas del público en la platea. A pesar de la conmoción provocada, Ben Weinman declara que esto era común en los comienzos del grupo.
En los Golden Gods Awards de 2013, con espectáculos de Metallica, Danzig y Anthrax, Greg Puciato cortó su frente, sangrando profusamente, escupió fuego y destruyó la batería de su compañero Billy Rymer.
.

## Discografía
Con The Dillinger Escape Plan
- 2004 - Miss Machine
- 2007 - Ire Works
- 2010 - Option Paralysis
- 2013 - One of Us Is the Killer
- 2016 - Dissociation

Con Killer Be Killed
- 2014 - Killer Be Killed
- 2020 - Reluctant Hero

Con The Black Queen
- 2015 - The End Where We Start
- 2015 - Ice To Never 12"
- 2016 - Fever Daydream

Con Better Lovers
- 2024 - Highly Irresponsible